# Malcolm Koonce
Malcolm Koonce (Peekskill, 6 giugno 1998) è un giocatore di football americano statunitense che milita nel ruolo di defensive end per i Las Vegas Raiders della National Football League (NFL).

## Carriera

### Las Vegas Raiders
Koonce al college giocò a football all'Università di Buffalo. Fu scelto nel corso del terzo giro (79º assoluto) nel Draft NFL 2021 dai Las Vegas Raiders. Il 23 luglio 2021 firmò il suo contratto quadriennale da rookie.
Debuttò come professionista il 5 dicembre 2021 e malgrado l'avere giocato solamente 7 snap in difesa, riuscì a mettere a segno un sack sul quarterback di Washington Taylor Heinicke. La sua stagione da rookie si concluse con 3 tackle e 2 sack in 5 presenze, nessuna delle quali come titolare.
Nella gara del sedicesimo turno della stagione 2023, disputata nel giorno di Natale e vinta 20-14 sui campioni in carica dei Kansas City Chiefs, Koonce fu il primo giocatore della lega a mettere a segno tre sack in una partita sul quarterback Patrick Mahomes. Chiuse l'annata giocando in tutte le 17 partite della stagione regolare, 11 come titolare, mettendo a tabellino complessivamente 43 tackle, 8,0 sack e tre fumble forzati.
Il 7 settembre 2024, alla vigilia della stagione 2024, Koonce fu spostato in lista riserve/infortunati dopo un infortunio al ginocchio sofferto in allenamento. L'infortunio costrinse Koonce a saltare l'intera stagione.
Il 10 marzo 2025 Koonce firmò un nuovo contratto di un anno del valore di 12 milioni di dollari.

## Statistiche

### Stagione regolare
| Stagione | Stagione | Stagione | Stagione | Difesa      | Difesa      | Difesa      | Difesa      | Difesa      | Difesa      |
| Anno     | Squadra  | P        | PT       | T. tot.     | T. sol.     | T. ass.     | Sack        | P. Dev      | Fmb. F.     |
| -------- | -------- | -------- | -------- | ----------- | ----------- | ----------- | ----------- | ----------- | ----------- |
| 2021     | LV       | 5        | 0        | 3           | 2           | 1           | 2,0         | 0           | 0           |
| 2022     | LV       | 17       | 0        | 9           | 6           | 3           | 0,0         | 0           | 0           |
| 2023     | LV       | 17       | 11       | 43          | 32          | 11          | 8,0         | 0           | 3           |
| 2024     | LV       | 0        | 0        | Infortunato | Infortunato | Infortunato | Infortunato | Infortunato | Infortunato |
| Totale   | Totale   | 39       | 11       | 55          | 40          | 15          | 10,0        | 0           | 3           |

Fonte: Football Database
In grassetto i record personali in carriera 